# Michael Vibe
Michael Vibe (* 24. Dezember 1627 in Lund; † 1. Mai 1690 in Kopenhagen) war ein dänischer Staatsbeamter.

## Leben
Vibe war der Sohn von Bischof Mads Jensen Medelfar und Mette Vibe, mit der er in dritter Ehe verheiratet war. Er nahm den Namen seiner Mutter an.
Vibe wurde zunächst zu Hause unterrichtet und besuchte später die Viborg Katedralskole. 1644 begann er ein Studium, ab Januar war er in Leiden immatrikuliert und studierte dort eineinhalb Jahre lang Rechts- und Staatswissenschaften, Geschichte und Literatur. Über Paris kam er nach Blois, wo er ein Jahr lang Französisch lernte; in Straßburg hatte er Johann Heinrich Boeckler als Lehrer. Als er 1650 nach Kopenhagen zurückkehrte, nahm ihn Reichsrat Christen Skeel als Hauslehrer seines Sohnes Otto auf. Nach kurzem Aufenthalt an der Sorø Akademi begaben sie sich 1652 auf eine sechsjährige Reise nach Deutschland, Frankreich, in die Niederlande und nach Italien. Nach seiner Rückkehr 1658 vertraute Christian zu Rantzau die Begleitung seines 14-jährigen Sohnes Detlev nach Tübingen an. In Folge des Todes von Christian zu Rantzau am 8. November 1663 kehrten sie nach Holstein zurück. Im April 1664 berief Detlev Rantzau in seiner Rolle als Graf von Rantzau in seinen Rat. Fünf Jahre später machte er ihn zum Verwalter der Grafschaft.
Am 21. Juni 1667 heiratete Vibe seine Frau Margrethe Cathrine Reimers (* 30. März 1643; † 9. Januar 1683). Das Paar hatte acht Kinder.
Freiin Catharina Hedwig von Brockdorff, die Gräfin Rantzau, machte Vibe mit ihrem engen Freund Peder Schumacher Griffenfeld bekannt. Zwischen Griffenfeld entwickelte sich eine fortlaufende Korrespondenz, die dazu führte, dass Vibe in den Staatsdienst eintrat. 1673 wurde er Kanzler der Regierung der Herzogtümer in Glückstadt. Als solcher begleitete er 1677 den holsteinischen Vizekanzler Conrad Wasmer zum Braunschweigischen Landtag. 1678 wurde er zurück nach Kopenhagen berufen, um als Inspektor die Erziehung und Bildung des siebenjährigen Prinzen Friedrich IV. zu leiten. Gleichzeitig wurde Vibe zum Justizrat ernannt. Ein Jahr darauf wurde er Staatsrat und Kommissar in der Zentralverwaltung und wurde in den Ritterstand erhoben. 1680 wurde Vibe Geheimrat und im Juni 1683, folgte er auf Holger Vind als Vizekanzler in der dänischen Staatskanzlei. Mit dem Amt des Vizekanzlers ging die Ernennung zum Richter des Obersten Gerichtshofs einher. Für seine Tätigkeit wurde Vibe mit dem Dannebrogorden ausgezeichnet. 1684 erhielt Vibe das von Magnus von Wedderkop konfisziertes Gut Seegard auf Pellworm vom König geschenkt. Dieses musste er 1689 durch den Altonaer Vertrag zurückgegeben.